# Партия любителей пива (Беларусь)
Партия любителей пива (ПЛП; бел. Партыя аматараў піва) — белорусская политическая партия, действовавшая в 1993—1997 годах. Основана по инициативе Андрея Ромашевского. Широкую известность получила благодаря массовой раздаче пива и сосисок в 1994 году. К 1995 году численность ПЛП достигала 2,5 тысяч человек, в её рядах состояли известные общественные деятели и музыканты. В 1996 году деятельность партии была приостановлена, а в 1997 году партия была ликвидирована Министерством юстиции Беларуси.

## История

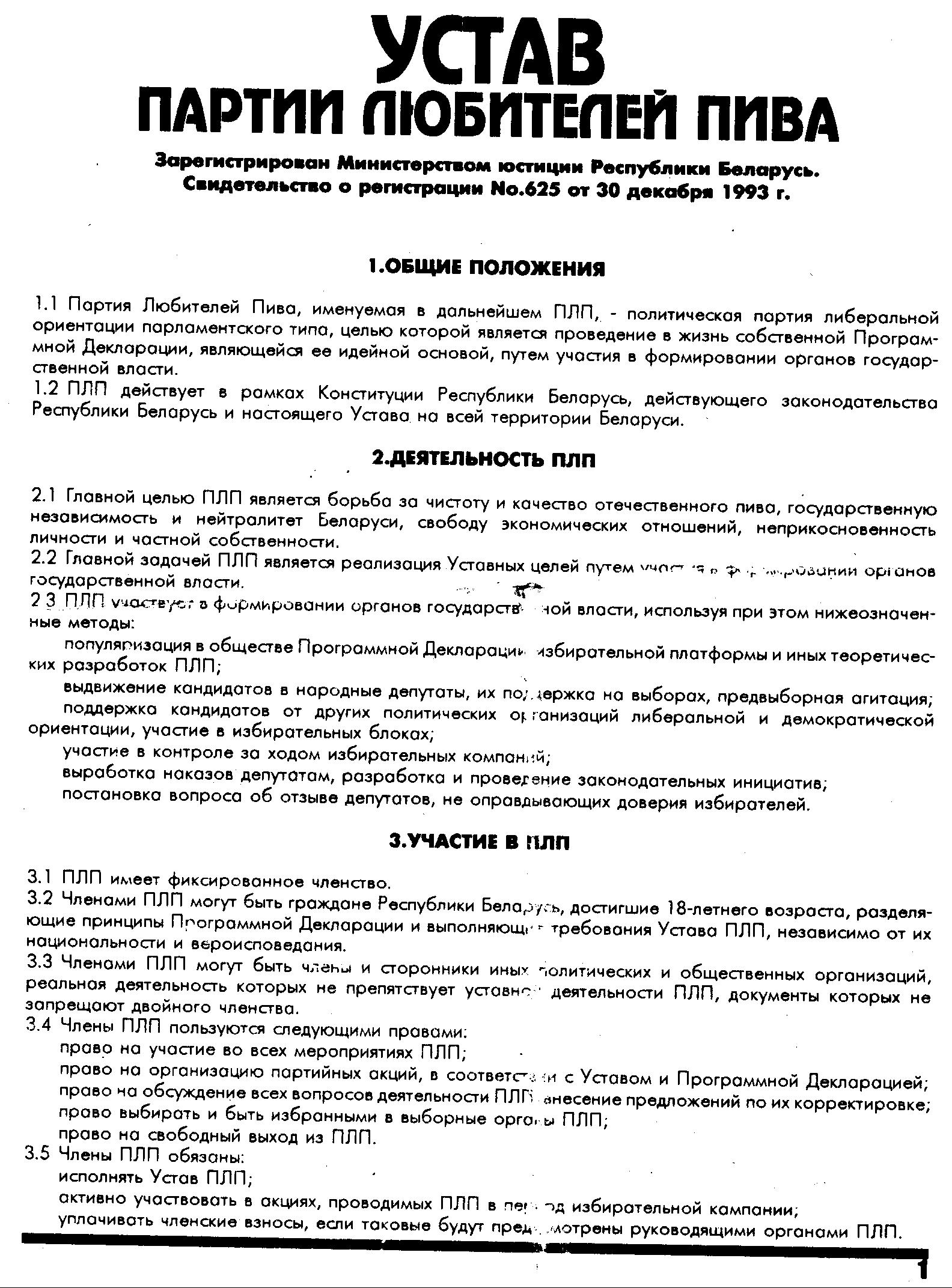
Устав партии.

Учредительный съезд партии состоялся 14 августа 1993 года в Доме литератора города Минска. На съезде Юрий Гончар был избран президентом организации, а Вадим Чернышов — вице-президентом, позднее сменившим его на этом посту. Фактическим руководителем партии выступал Андрей Ромашевский, занявший должность управляющего делами исполнительного комитета. Министерство юстиции зарегистрировало организацию в последние дни 1993 года, через шесть месяцев после её создания.
Партия получила широкую известность после акции 15 февраля 1994 года, в ходе которой на площади Независимости в Минске бесплатно раздавали пиво и сосиски. Для проведения мероприятия активисты арендовали полевую кухню в военной части и закупили 100 кг сосисок в одном из минских магазинов. После акции власти задержали организаторов, а сотрудники магазина, продавшие сосиски, были привлечены к ответственности, в результате чего директор и два продавца были уволены. Акция привлекла значительное внимание прессы, что способствовало росту рейтинга партии до 6 %.
В сентябре 1994 года состоялся второй съезд партии, на котором право голоса имели участники, выпившие не более трёх бутылок пива за время проведения съезда. Символом партии стал ёж с бокалом пива и бело-красно-белым флагом, эмблема была разработана художником Михаилом Анемподистовым.
К 1995 году численность партии возросла до примерно 2,5 тысяч человек. В её рядах состояли известные деятели культуры и общественной жизни, в том числе музыканты Лявон Вольский и Сергей Скрипниченко, журналист Северин Квятковский, лидер Свободных профсоюзов Геннадий Быков, глава Беларусской партии свободы Сергей Высоцкий и художник Михаил Анемподистов.
На парламентских выборах 1995 года некоторые члены партии выдвинули свои кандидатуры, однако не смогли добиться успеха. В том же году активисты партии приняли участие в акциях протеста против смены государственной символики, организованных оппозиционными движениями. За участие в данных акциях в 1996 году основатель партии Андрей Ромашевский был арестован по обвинению в надругательстве над государственной символикой. Он был осуждён условно и впоследствии эмигрировал в Чехию.
В 1996 году деятельность партии была приостановлена, а в 1997 году организация была ликвидирована Министерством юстиции Беларуси.

## Идеология
ПЛП позиционировала себя как либеральная парламентская партия, выступавшая за экономические свободы и права человека. В программных документах организации были закреплены следующие положения:
- поддержка «чистоты и качества отечественного пива»,
- отстаивание государственной независимости и нейтралитета Беларуси,
- защита свободы экономических отношений,
- гарантии неприкосновенности личности и частной собственности.

Несмотря на название, деятельность партии выходила за рамки тематики пива. По словам журналиста Северина Квятковского, её идеология была связана с продвижением западных ценностей в стране. Члены организации могли состоять в других политических и общественных объединениях, если их деятельность не препятствовала ПЛП.